# Викторов, Дмитрий Александрович
Дмитрий Александрович Викторов (1846 — после 1917) — русский судебный деятель, сенатор.

## Биография
Потомственный дворянин Курской губернии. Родился 15 (27) августа 1846 года в семье льговского помещика.
Окончил 1-ю Харьковскую гимназию (1864) и юридический факультет Харьковского университета (1868).
По окончании университета поступил на службу кандидатом на судебные должности при Орловском окружном суде, где временно исполнял должность помощника секретаря 2-го уголовного, а затем гражданского отделения. В 1869 году был назначен исполняющим обязанности секретаря 2-го уголовного отделения, а в 1872 году — членом Орловского окружного суда. В 1878—1880 годах состоял товарищем председателя Нежинского окружного суда, неоднократно исполняя должность председателя этого суда.
В 1883 году был назначен членом Виленской судебной палаты, в 1889 году — товарищем обер-прокурора Гражданского кассационного департамента Правительствующего Сената, в 1892 году — исполняющим должность обер-прокурора означенного департамента. С 1 января 1893 года — действительные статский советник.
В 1896 году назначен членом консультации при Министерстве юстиции учрежденной, с возложением на него исполнения обязанностей товарища обер-прокурора Гражданского кассационного департамента.
31 января 1901 года назначен сенатором, присутствующим в Гражданском кассационном департаменте Сената, с производством в тайные советники.
Судьба после 1917 года неизвестна.

## Награды
- Орден Святой Анны 2-й ст. (1886)
- Орден Святого Владимира 3-й ст. (1890)
- Орден Святого Станислава 1-й ст. (1899)
- Орден Святой Анны 1-й ст. (1904)
- Орден Святого Владимира 2-й ст. (1909)
- Орден Белого Орла (1913)
- знак отличия беспорочной службы за XL лет.

## Семья
Был женат на Лидии Николаевне Турчаниновой. Их сын:
- Александр (1878—?), окончил Императорское училище правоведения (1899). Причисленный к Министерству народного просвещения (1902—1917), надворный советник[1].